# Fungia scabra
Fungia scabra là một loài san hô trong họ Fungiidae. Loài này được Döderlein mô tả khoa học năm 1901.